# Alderton (Gloucestershire)
Pour les articles homonymes, voir Alderton.
Alderton est un village et une paroisse civile du Gloucestershire, en Angleterre.